# Euphrosina Heldin von Dieffenau

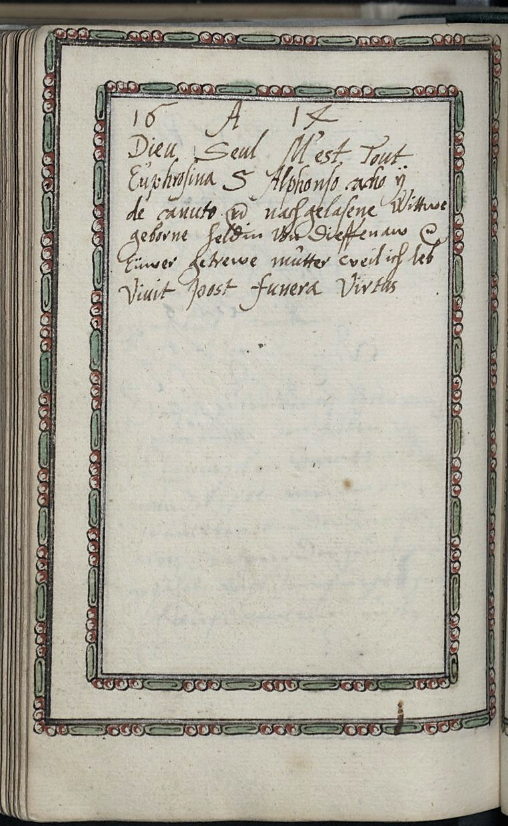
Eintragung Euphrosina Heldin von Dieffenaus im Stammbuch von David von Mandelsloh (1614)

Euphrosina Heldin von Dieffenau, auch Heldina (* um 1550; † 6. Oktober 1636 auf Schloss Stegeborg), war eine deutsch-schwedische Hofdame.

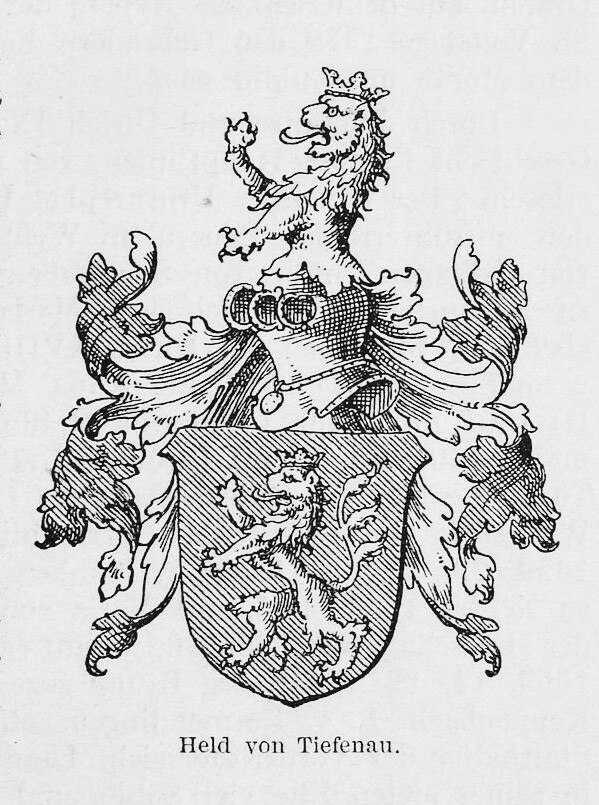
Wappen derer Held von Tiefenau

## Leben
Euphrosina Heldin von Dieffenau entstammte der Straßburger Familie Held von Tief(f)enau und war vermutlich eine Tochter des pfalzgräflichen Hofmeisters Samuel Held von Tiefenau, wahrscheinlicher jedoch von dessen Bruder Gerson Held von Tiefenau (um 1529–1583), Rat in Mömpelgard und Burgvogt auf Burg Sponeck.
Nach dem frühen Tod von Anna Maria von der Pfalz, der ersten Frau des späteren Königs  Karl IX., 1589 wurde Euphrosina zur Pflegemutter und Hofmeisterin der fünfjährigen Prinzessin Katharina bestimmt. Daraus entwickelte sich eine lebenslange Freundschaft zwischen den beiden Frauen. Katharina war das einzige von sechs Kindern aus dieser Ehe, das die Kindheit überlebte. Aus seiner zweiten Ehe mit Christine von Schleswig-Holstein-Gottorf hatte der König dann noch vier weitere Kinder, darunter Katharinas Halbbruder, den späteren schwedischen König Gustav II. Adolf.
Euphrosina Heldin von Dieffenau heiratete den spanischen Feldoberst in schwedischen Diensten Alphonso Cacho y de Canuto. 1614 war sie Witwe. Sie kehrte in den Hofdienst zurück und blieb auch nach Katharinas Heirat mit Johann Kasimir von Pfalz-Zweibrücken-Kleeburg in deren Dienst. Vermutlich war sie die Patentante von Katharinas Tochter Marie Euphrosine von Pfalz-Zweibrücken-Kleeburg. 
Sie wurde als sehr gebildet beschrieben, konnte Latein und lehrte Gustav Adolf Lesen und Gebete. Sie starb im 87. Lebensjahr auf Schloss Stegeborg und wurde in der Kirche von Skällvik (Skällviks kyrka) beigesetzt.